# Provincia de Hải Dương
Hai Duong (en vietnamita: Hải Dương) fue una de las provincias que conformaban la organización territorial de la República Socialista de Vietnam. Existió desde 1997 hasta su fusión con la ciudad de Hải Phòng en 2025.

## Geografía
Hai Duong se localiza en la región de Delta del Río Rojo (Đồng Bằng Sông Hồng). La provincia mencionada posee una extensión de territorio que abarca una superficie de 1.648,4 kilómetros cuadrados.

## Demografía
La población de esta división administrativa es de 1.711.400 personas (según las cifras del censo realizado en el año 2005). Estos datos arrojan que la densidad poblacional de esta provincia es de 1.038,22 habitantes por cada kilómetro cuadrado.